# Glicerolo-3-fosfato 1-deidrogenasi (NADP+)
La glicerolo-3-fosfato 1-deidrogenasi (NADP+) è un enzima appartenente alla classe delle ossidoreduttasi, che catalizza la seguente reazione:
sn-glicerolo 3-fosfato + NADP+ ⇄ D-gliceraldeide 3-fosfato + NADPH + H+